# Hitoshi Ashida
Hitoshi Ashida (15 de novembro de 1887 — 20 de junho de 1959) foi um político do Japão. Ocupou o lugar de primeiro-ministro do Japão de 23 de fevereiro de 1948 a 15 de outubro de 1948. Ele foi uma figura proeminente no cenário político imediato do pós-guerra, mas foi forçado a renunciar à sua liderança responsabilidades após um escândalo de corrupção (Shōwa Denkō Jiken) visando dois de seus ministros.

## Vida política inicial
Ashida nasceu em Fukuchiyama, Kyoto, e estudou direito civil francês na Universidade Imperial de Tóquio. Após a formatura, trabalhou no Ministério das Relações Exteriores por 20 anos.
Em 1932, Ashida fez sua primeira campanha bem-sucedida por um assento na Câmara dos Representantes como membro do Partido Seiyūkai. Ele ficou ao lado da ala "ortodoxa" de Ichirō Hatoyama após a divisão de Seiyukai em 1939.
Depois da guerra, Ashida ganhou um assento como membro do Partido Liberal, do qual se separou para se fundir com o Partido Progressivo de Kijūrō Shidehara para formar o Partido Democrata. Ashida foi eleito presidente do novo partido e tornou-se Ministro dos Negócios Estrangeiros em 1947 sob o primeiro-ministro socialista Tetsu Katayama.
Ele também presidiu o Comitê sobre o Projeto de Lei para Revisão da Constituição Imperial e atuou como presidente da Kenpō Fukyū Kai, uma sociedade criada para promover a Constituição revisada do Japão, de 1946 a 1948. Durante seu mandato, ele fez uma alteração importante ao Artigo Nove da planejada Constituição japonesa, que possibilitou a criação da Força de Autodefesa Japonesa.

## Primeiro Ministro e depois na vida
Ashida se tornou primeiro-ministro em 1948, liderando um governo de coalizão de membros democratas e socialistas. Seu mandato terminou apenas sete meses após o início. Dois de seus ministros foram acusados de corrupção no escândalo Shōwa Denkō Jiken, que obrigou o gabinete a renunciar.
Dez anos depois, em 1958, Ashida foi inocentada de todas as acusações relacionadas ao incidente. Ele morreu um ano depois, aos setenta e um anos.